# Реэр
Реэр (нем. Reher) — община в Германии, в земле Шлезвиг-Гольштейн. 
Входит в состав района Штайнбург. Подчиняется управлению Шенефельд.  Население составляет 762 человека (на 31 декабря 2010 года). Занимает площадь 15,3 км².